# Miquel Badia i Capell

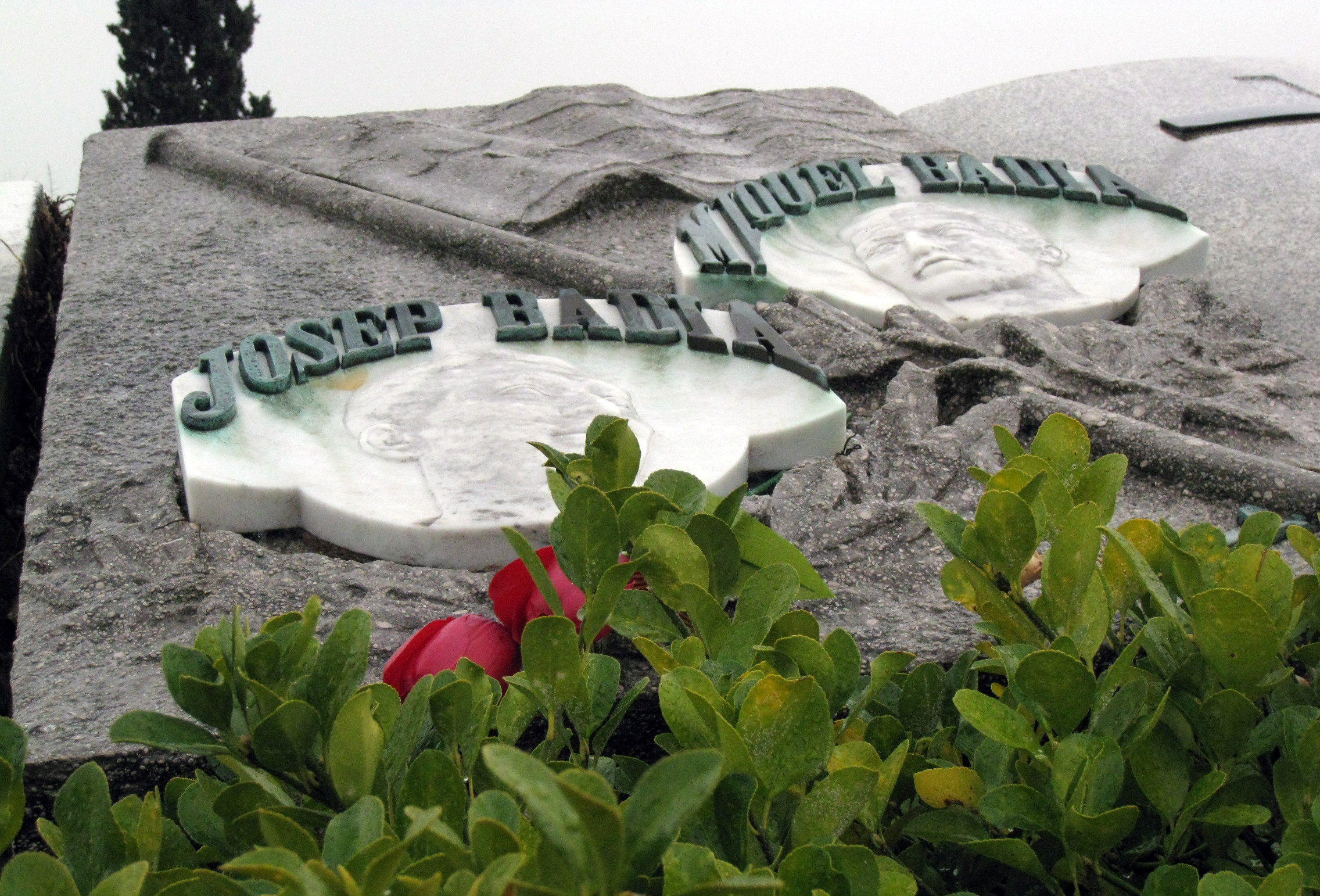
Tomba dels germans Miquel i Josep Badia al Cementiri de Montjuïc

Miquel Badia i Capell (Torregrossa, Pla d'Urgell, 10 de març de 1906 – Barcelona, 28 d'abril de 1936) fou un polític català que milità a Estat Català. Va ser cap de serveis de la Comissaria General d'Ordre Públic de la Generalitat republicana i un dels organitzadors de la jornada revolucionària coneguda com els Fets del sis d'octubre el 1934.

## Joventut
Fill de família pagesa, Badia va estudiar el batxillerat a Lleida. El 1922 es va traslladar a Barcelona per ser pilot de la marina mercant. Nacionalista radical, s'afilià a Estat Català tot just quan fou fundat per Francesc Macià i més endavant fou membre del seu braç armat Bandera Negra, del qual va ser-ne un dels fundadors. El 1925 era un dels conjurats en el complot del Garraf, l'intent d'assassinar Alfons XIII durant la visita del rei a Catalunya, però fou detingut i empresonat amb una condemna de dotze anys. Traslladat als penals d'Alcalá i d'Ocaña, hi va passar tres anys. El 1930, amb la caiguda del dictador Primo de Rivera, fou amnistiat.

## Activitat política durant la Segona República
Proclamada la República el 1931, Badia fou nomenat cap de les Joventuts d'Esquerra Republicana-Estat Català (JEREC). El 1932 el conseller Josep Dencàs el va fer el seu secretari. El 24 de novembre del 1933 mobilitzà els escamots, la milícia paramilitar de les JEREC, i els destinà al restabliment dels serveis públics paralitzats per una vaga.
Descrits per Payne com a protofeixistes, tant Badia com Dencàs van parlar sobre la perspectiva d'obrir el camí per a la institució d'ERC com el partit únic d'un futur estat català independent construït sota un ordre "nacional" i "socialista".
Sempre en col·laboració amb Dencàs, el desembre del 1933 fou designat secretari d'Ordre Públic de la Generalitat, i el març del 1934 va passar a ser cap de serveis de la Comissaria General d'Ordre Públic de la Generalitat (càrrec que formalment significava ser el sotscap dels cossos de policia a Catalunya). Va perseguir implacablement la violència d'alguns elements incontrolats de la FAI, cosa que li valgué el malnom de «capità Collons». El setembre del 1934 policies a les ordres de Badia van entrar a la sala del Palau de Justícia de Barcelona durant el judici per desobediència que se celebrava contra l'advocat Josep Maria Xammar, amic personal de Badia, i van arrestar el fiscal Manuel Sancho. Arran de l'incident se'l va forçar a dimitir (vegeu Procés Xammar).
Fou un dels organitzadors de la jornada revolucionària del 6 d'octubre del 1934. Per aquests fets, s'hagué d'exiliar fins al 1936 a França, Amèrica, Alemanya, Bèlgica i finalment Andorra. Amb la victòria del Front Popular a les Eleccions generals espanyoles de 1936 retornà i es dedicà a la reorganització de les Joventuts d'Estat Català.

## Assassinat
| «                                                                       | Sóc, perdoneu la immodèstia, un idealista i estic convençut que els idealistes només poden tenir un moment brillant. Sabeu quin és? Morir en la lluita. | » |
| — Miquel Badia i Capell, Carta a un amic (París, 21 de febrer del 1935) | |   |

El 28 d'abril del 1936 Miquel Badia fou assassinat en el moment en què sortia del domicili amb el seu germà Josep per pistolers de la FAI, probablement com a represàlia per la campanya que havia fet contra les seves activitats il·legals quan havia estat cap de serveis de la CGOP. L'assassinat es va dur a terme a dos quarts de quatre de la tarda davant del número 38 del carrer de Muntaner. Els dos germans sortien del seu domicili (el número 52) i s'encreuaren amb dos individus, els quals van disparar a Miquel un primer tret per l'esquena i, quan es va girar, dos trets més al pit i al ventre. El segon individu va disparar un sol tret a la cara del germà, el qual va morir al cap de pocs minuts. Tot seguit, els pistolers fugiren amb un cotxe que els esperava a la vorera del davant.

### Hipòtesi faista i falangista
Sobre l'autoria de l'assassinat, la hipòtesi més probable és que haguessin estat pistolers de la FAI, perquè el cotxe de la fugida era habitualment utilitzat pels membres d'aquesta organització per realitzar sabotatges a tramvies i autobusos. Un dels conductors habituals era el conegut pistoler Justo Bueno Pérez, el qual va ser identificat com a conductor del vehicle aquell mateix dia. A més, tant el propietari del cotxe com el propietari del garatge on es guardava també n'eren militants.
Una segona possibilitat que es considerà, tot i que menys creïble, era que els pistolers fossin de les Juventudes Antimarxistas, perquè un grup liderat per un expolicia, Juan Segura Nieto, darrerament estaven adquirint pistoles i s'estaven reunint en llocs propers al domicili dels Badia. De fet, la semblança entre Segura i el faista Bueno era extraordinària i els mateixos testimonis els confonien. A més, també s'havia detectat l'arribada a Barcelona de diversos militants de la Falange Española y de las JONS que tenien la intenció de cometre atemptats terroristes i assassinats. Aquesta hipòtesi fou afirmada en declaracions a la premsa pel jutge instructor, Emilià Vilalta, amb l'objectiu probable de desviar l'atenció sobre els sospitosos reals de l'entorn faista.
Les coartades dels probables assassins no es van poder desmuntar, i la concurrència habitual dels sospitosos faistes al garatge del cotxe no fou prova suficient. A més a més, els sabotatges comesos durant l'última vaga de transports, que havien admès, no podien ser sancionats perquè havien estat amnistiats pel govern republicà. Per tant, el nou jutge del cas, Márquez Caballero, va acabar alliberant-los a tots.